# Kunbir rufoflavida
Kunbir rufoflavida là một loài bọ cánh cứng trong họ Cerambycidae.